# Provincia de Bantén
Bantén es una provincia de la República de Indonesia que se encuentra localizada al oeste de la isla de Java. Bantén se creó en octubre del año 2000, luego de que fuese separada de Java Barat. Su ciudad capital es Serang.

## Demografía
La población de esta provincia es de 9.083.114 personas. Como tiene una extensión de 9.160,7 kilómetros cuadrados, la densidad poblacional es de 991,5 habitantes por kilómetro cuadrado.

### Grupos étnicos
El pueblo bantenés es el grupo más numeroso de la provincia y constituye el 47% de la población total. Habitan principalmente la zona central y meridional de la provincia. Los orígenes del pueblo bantenés, que están estrechamente relacionados con el Sultanato de Bantén, son diferentes del pueblo cirebonés que no forma parte del pueblo sondanés ni de la etnia javanesa (a menos que sea el resultado de una mezcla de dos culturas principales, a saber, la sundanés y la javanesa). El pueblo bantenés junto con el badui (o kanekes) son esencialmente una subdivisión del pueblo sondanés que ocupa la antigua región del Sultanato de Bantén. Sólo tras la formación de la provincia de Bantén se empezó a considerar a los banteneses como un grupo de personas con una cultura y un idioma propios.
La mayor parte de la población del norte de la provincia es de etnia javanesa. La mayoría de los javaneses son inmigrantes del centro y este de Java. El pueblo betawi vive en la aglomeración urbana de Yakarta, por ejemplo en la localidad de Tangerang. Los chinos indonesios también se pueden encontrar en áreas urbanas, principalmente en el área metropolitana de Yakarta. Los chinos de Bentén (un subgrupo de los chinos indonesios) viven en Tangerang y sus alrededores, y son distintos de otros chinos indonesios.

### Lenguas

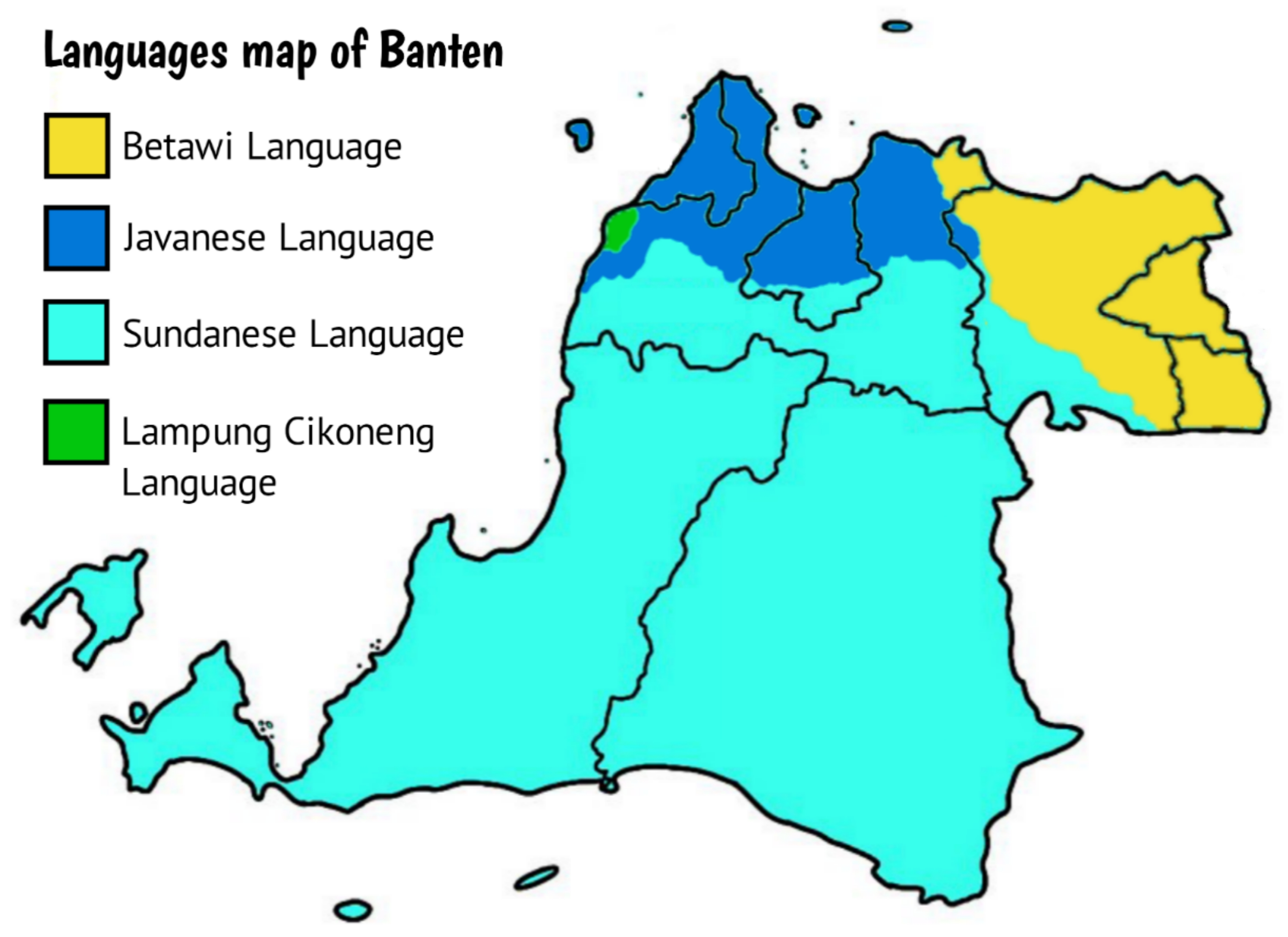
Mapa lingüístico de Bantén

El idioma dominante de la provincia es el sondanés. La población autóctona habla un dialecto derivado del sondanés arcaico, clasificado como informal en el sondanés moderno.
En el norte se habla también lampung, betawi (entre los betawis) y badui (entre los badui). El badui es considerado, igualmente, una forma arcaica del sondanés.
El indonesio también se habla mucho, especialmente entre los inmigrantes urbanos de otras partes de Indonesia.

### Religión
La gran mayoría de los habitantes son musulmanes (94'62%). Otras religiones son el Protestantismo (2.65%), Budismo (1.30%), catolicismo (1.29%), Hinduismo (0.10%) y Confucionismo (0.04%).
Según las fuentes arqueológicas, en un principio Batntén estuvo influida por los reinos hindobudistas de Tarumanagara, Srivijaya y Sonda. Según el Babad Banten, fueron Sunan Gunung Jati y Maulana Hasanuddin quienes difundieron el Islam en la región. El Sultanato de Bantén fue uno de los mayores reinos islámicos de la isla de Java. Se dice que la genealogía del sultán de Banten se remonta a Mahoma.